# تحدث معي (فلم)
تحدث معي (بالإنجليزية: Talk to Me)، هُو فيلم سيرة ذاتية أمريكي صدر سنة 2007 وأخرجته كاسي ليمونز.

## وصلات خارجية
- مقالات تستعمل روابط فنية بلا صلة مع ويكي بيانات